# Burro-de-miranda
O burro-de-miranda ou burro mirandês é uma subespécie asinina característica da região de Terra de Miranda, Portugal. Presente no entorno desde tempos remotos, essa varidade de burro adaptou-se às condições orográficas da região e ao solo pobre em nutrientes. Tendo gozado de grande popularidade no passado, hoje o animal corre risco de extinção.[carece de fontes?]

## Características
O burro-de-miranda diferencia-se de outras espécies de asno por algumas características.[carece de fontes?] Com pelagem comprida e grossa de cor castanha escura, apresenta manchas claras nas costas e na região inferior do tronco. Suas orelhas são peludas, grandes, largas na base e redondas na ponta. De estatura elevada, em torno de 1,35 m, ele é fisicamente robusto e com patas grossas. Seu temperamento é extremamente dócil.
Tais características coadunam-se com a amplitude térmica da região, que pode variar muito a depender da época do ano, bem como à escassez de nutrientes.

## Extinção
No passado, o burro-de-miranda situava-se no centro da sociedade mirandesa, tendo havido grandes feiras para o comércio desse animal—as chamadas "feiras de burros". Apesar de ainda hoje ser muito útil a pequenas comunidades locais, como animal de tração, de tiro e de transporte, o burro-de-miranda vem, contudo, sofrendo gradual processo de redução de sua população. Isso se deve ao desinteresse em cultivar a espécie, em face de alternativas modernas de transporte e tração, bem como aos impactos ambientais causados pelo homem a seu habitat e aos maus tratos sofridos por alguns exemplares da subespécie. A miscigenação com outras espécies também é um risco para a perpetuação do burro-de-miranda.
Entendendo que este animal é parte relevante da cultura e da fauna locais, diversos grupos têm promovido iniciativas para a preservação e reinserção do burro-de-miranda na sociedade mirandesa. Seja como alternativa econômica e ecologicamente sustentável para o dia-a-dia, seja como animal de estimação, dado seu caráter dócil, seja mesmo como elemento da vida natural da região.
Entre essas iniciativas, destacam-se a Associação para o Estudo e Protecção do Gado Asinino (AEPGA) e o festival itinerante de cultura tradicional "L Burro I L Gueiteiro", do qual participam grupos como o Galandum Galundaina.